# The Famous Five – Smuggler's Gold – The Musical
The Famous Five – Smuggler's Gold – The Musical är en musikalisk bearbetning, som baserades på Enid Blytons fem-böcker, med anledning av  100-årsdagen för författarens födelse 1997. Det är främst romanen Fem på nya äventyr som varit underlag för musikalen.

## Bakgrund
År 1997, då 100-årsdagen av Enid Blytons födelse firades, sattes en musikal kallad The Famous Five upp på King Head Theatre. Den framfördes sedan på en sex månader lång över landet. Denna musikal av Enid Blytons fem-böcker hette The Famous Five. Berättelsen av John Hogg och Stephannie Crawford baserades på böckerna Fem söker en skatt och Fem på nya äventyr. Rollerna i musikalen som Anne, Julian, Dick och George spelades av tre olika grupper.  Det röda laget bestod av Elizabeth Marsland (Anne), Lyndon Ogbourne (Julian), Matthew Johnson (Dick) och Vicky Taylor (George) Det blå laget bestod av Olivia Hallinan (Anne), Gareth Derrick (Julian), Richard Power (Dick) och Michelle Wright (George). Det gröna laget bestod av Clare Fitton (Anne), Jon Lee (Julian), Ben McCosker (Dick) och Alison Hughes (George).
Musikalen spelades in samma år av WOT Films & TV för Kings Head Theatre / Hallmark Channel. Inspelningen på New Victoria Theatre Woking gjordes med skådespelarna från det gröna laget. Filmen släpptes sedan under titeln The Famous Five – Smuggler's Gold – The Musical, först på VHS och senare på DVD. Jon Lee, som spelade Julian, blev känd ett år efter pjäsen som den yngsta medlemmen i musikgruppen S Club 7. Clare Fitton, som spelade Anne, är också fortsatt aktiv som skådespelerska.  Alison Hughes, som spelade George,kallas nu Allie Hughes, och har också fortsatt med skådespeleriet. 

## Handling
Handlingen är uppdelad i arton scener.
Scen 1. London 1930-talet
Syskonen Julian, Dick och Anne tar tåget från London till sin farbror Quentin och faster Fanny, där de ska tillbringa sommarlovet. Två herrar som kallar sig Mr. Wilton och Mr. Thomas reser också med tåg i samma kupé en herre vid namn Roland. Under tågresan uppskattar barnen utsikten från tåget. Resmålet heter Kirren Cottage som ligger vid havet, och där bor Quentin, Fanny och deras dotter George. Barnen möts av sin farbror och moster men kusinen Georgina saknas.
Scen 2. Morgonen därpå.
Anne träffar sin kusin George vid dörren till huset. George vill gå och fiska tidigt på morgonen. Anne upptäcker att hennes kusin inte är lätt att lära känna. Hon förklarar att  hon heter George och inte Georgina för hon gillar inte tjejer. Men när Julian och Dick dyker upp och tilltalar henne som Georgina, går hon till havet. Men hennes pappa hindrar henne och återför henne tillbaka till sina kusiner. Farbror Quentin förklarar att barnen skulle undervisas av en privatlärare under lovet. De fyra barnen kommer på god fot med varandra och George presenterar Timmy, en hund för  Anne, Julian och Dick. Barnen träffar Mr. Roland, informatorn på vägen och när han presenterar sig blir det uppenbart att Mr. Roland inte gillar hundar och att Timmy inte gillar magister Roland. Roland använder Georgina istället för George. Då barnen blir ensamma frågar Dick George om det stora gamla huset de såg från tåget igår. George förklarar att det är Kirrin Farm, en gård som ägdes av hennes gammelmormor. Gammalmormors  bror var smugglare och tros ha samlat på en skatt med guld. Georges familj hyr ut gården till gäster under sommaren. Under eftermiddagen flyttar två konstnärer från London in på gården. Barnen undersökte sedan bondgården .
Scen 3. På Kirrin Farm
Barnen går till Kirrins bondgård. De upptäcker ett lönnfack som innehåller en mystisk skiss. De hoppas hitta smugglarguldet. De lämnar bondgården, men sommargästerna mr Wilton och mr Thomas, hörde dem i ett angränsande rum. De två sommargästerna bestämmer sig för att försöka bli rika på guldet.
Scen 4. I klassrummet
Mr. Roland undervisar barnen i latin, böjning av latinska verb. Mr. Roland behandlar George som en flicka, och hennes motvilja mot honom växer. När Timmy dyker upp i klassrummet måste George ta bort honom från rummet. Syskonen visar herr Roland kartan de hittade på Kirrin Farm, Ordet Via occulta översätter Roland hemlig väg. Skissen nämner ett rum med fönster mot öster med åtta träpaneler. Barnen och Roland träffas på bondgården nästa eftermiddag för att leta efter lönngången. George blir upprörd över att Mr. Roland har blivit invigd i hemligheten och hon vill inte vara med på morgondagens sökande på gården.
Scen 5. Långt senare på kvällen
Timmy skällde under kvällen och George upptäckte Mr. Roland i nattlinne som Timmy skäller på. Georges pappa kommer för att få veta vad som hänt. Roland förklarar att han hörde ljud och steg upp för att undersöka men då blev han attackerad av Timmy. Quentin beordrar Timmy att sova i sin hundkoja. George ogillar beslutet, men fogar sig trots sin ilska i ordern.
Scen 6. I hundkojan
George tar ut Timmy men lämnar honom inte ensam, utan sover bredvid honom.
Scen 7. Följande morgon
Anne, Julian och Dick hittar George. Syskonen försökte muntra upp George men lyckades inte riktigt. Hon vill fortsatt inte delta i mötet med Roland på Kirrin Farm. Hon åkte till byn med Timmy men också Roland åker till byn. Roland ber syskonen vänta på honom vid bondgården.
Scen 8. I byn
Då George och Timmy är i byn upptäckte de att Mr. Roland samtalar med Mr. Wilton och Mr. Thomas. George blir övertygad att Mr. Roland  är en skum figur. Så hon ger sig inte till känna för de tre männen och går hem osedd.
Scen 9. Åter på Kirrin Farm
De tre syskonen har tagit sig till bondgården och blir där överraskade av Mr. Wilton och Mr. Thomas.Lite senare kommer Mr. Roland dit. Han presenterar sig för de båda och de två konstnärerna låtsas också att de inte känner Mr. Roland. De söker inte efter den hemliga gången, eftersom bondgården nu disponeras av sommargästerna, vill Mr. Roland och barnen inte störa.
Scen 10. Tillbaka i klassrummet
När barnen väntar på Mr. Roland i klassrummet utbyter barnen sina två historier. George misstänkte att det var de två män som Rowland hade träffat i byn som var på bondgården. Mr. Roland ger barnen i uppgift att skriva 200 ord om slaget vid Hastings. George åtlyder inte längre ordern om att hålla Timmy i sin hundkoja utan tog in honom i huset.
Scen 11. Följande morgon
George tog in Timmy i huset mitt i natten och i sin fars arbetsrum gnuggade hon Timmy med kamferolja. George dyker inte upp på lektionen den morgonen. En rasande farbror Quentin har upptäckt att en anteckningsbok har försvunnit och en flaska kamferolja hittades i arbetsrummet. Då föll misstankarna på George.
Så börjar den mer spännande delen av berättelsen som inte skall avslöjas här.

## Medier
- VHS: The Famous Five – Smuggler's Gold – The Musical – Firefly Entertainment (1997)
- DVD: The Famous Five – Smuggler's Gold – The Musical – Delta Visual Entertainment (2004)